# Molibdenite
La molibdenite è un minerale, solfuro di molibdeno appartenente al gruppo omonimo. Deriva dal greco μολύβδος = piombo. 
Descritta per la prima volta da Hielm nel 1782.

## Abito cristallino
In lamine o in cristalli esagonali. Ha una struttura a strati formati da prismi trigonali di MoS6; ciascun atomo di Mo coordina 6 atomi di S secondo un prisma trigonale equilatero; ciascun spigolo verticale (parallelo a c) di ogni poliedro è condiviso con altri due, cosicché si formano strati di MoS2. Gli strati sono legati tra loro da forze di Van der Waals. Ne risultano aspetto e proprietà molto simili a quelle della grafite: facilissima sfaldatura basale, durezza molto bassa parallelamente agli strati ("scrive" sulla carta, lasciando una traccia grigio-verde scura), aspetto lamellare. La struttura lamellare simile alla grafite è anche quella che gli conferisce le proprietà lubrificanti.

## Origine e giacitura
È un solfuro di alta temperatura. I più importanti giacimenti sono quindi di origine granitica, pegmatitica idrotermale, magmatica, metasomatica di contatto (da quelli del Colorado si estrae il 90% del Molibdeno prodotto nel mondo).
Il minerale si trova in depositi di porfido, ma è comune anche in vene di minerali stanniferi e wolframiferi.

## Forma in cui si presenta in natura

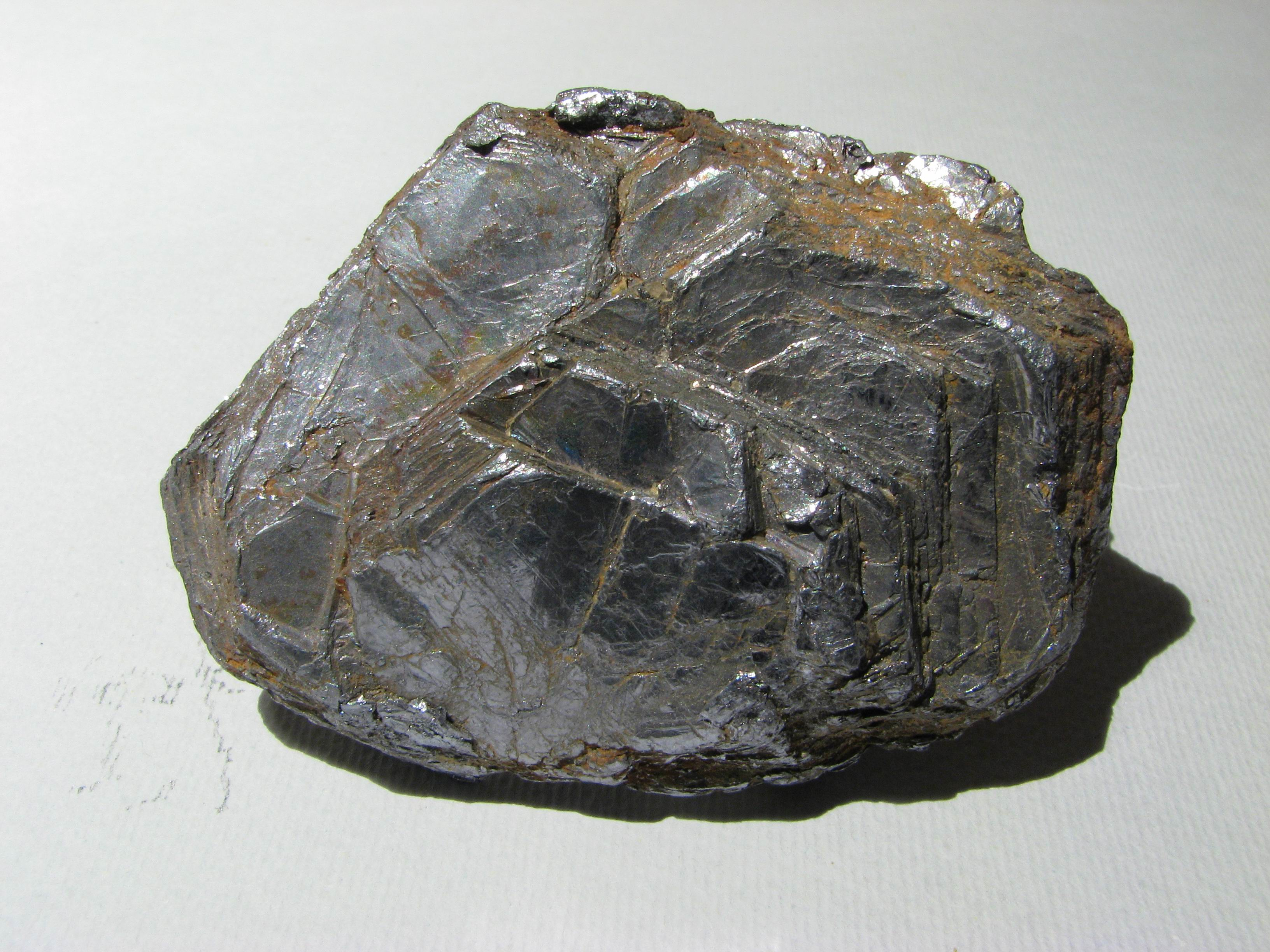
Molibdenite in cristalli esagonali - Norvegia.

Si presenta raramente in piccoli cristalli; più spesso aggregati lamellari e in scaglie.

### Cristallochimica
La molibdenite è un minerale appartenente al gruppo:
- Drysdallite Mo(Se,S)2
- Jordisite MoS2
- Molibdenite (-2H,-3R) MoS2
- Tungstenite (-2H,-3R)WS2

### Varietà e forme composte

#### Varietà
- Femolite: varietà di molibdenite ricca in ferro di formula chimica (Mo,Fe)S2[5].
- Renio-molibdenite (Syn:Rhenian Molybdenite)[6]: varietà di molibdenite ricca in renio di formula chimica (Mo,Re)S2 descritta da Galbraith nel 1947 a Childs-Adwinkle Mine Bunker Hill District (Copper Creek District), Contea di Pinal, Arizona, Stati Uniti e trovata poi in Marocco a Bou Azzer.[7]

#### Forme composte
- muchuanite: molibdenite e jordisite.[8]

## Caratteri chimici
Untuosa al tatto; fonde con difficoltà.
Il minerale viene attaccato dall'acido cloridrico lasciando un residuo bianco di formula MoO3
Peso molecolare: 160,07 grammomolecole
Composizione chimica:
- Molibdeno: 50,94 %
- Zolfo: 49,06 %

Indice bosoni: 0,85
Indice fermioni: 0,15
Indici di fotoelettricità:
- PE = 101,34 barn/elettroni
- ρ densità elettroni = 468,49 barn/cc

GRapi = 0 (non radioattiva)

## Utilizzi

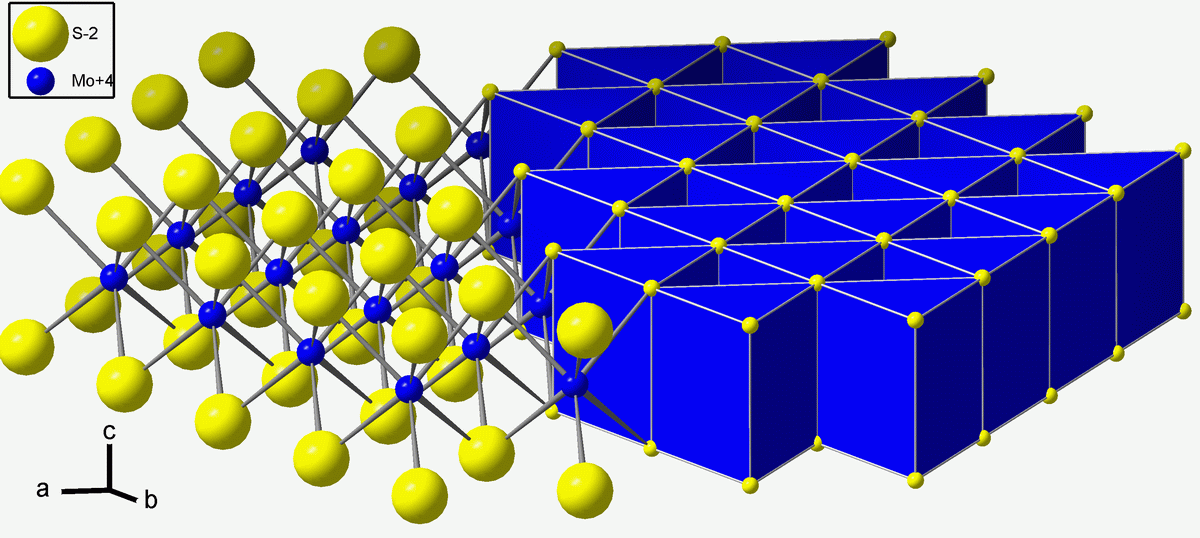
Struttura cristallina della molibdenite con raffigurazione schematica dell'abito cristallino.

Nell'industria dell'acciaio, dell'elettronica e della chimica.
È un eccezionale lubrificante secco, attivo anche a temperature estremamente basse, sotto forma di polvere impalpabile.
Ha la caratteristica di formare depositi pulverulenti di spessore submicroscopico che conservano intatto il potere lubrificante.
Viene anche usato come additivo a grassi lubrificanti per ottenere prestazioni elevate a basse temperature.

### Applicazioni in elettronica
Chip elettronici più piccoli e più efficienti dal punto di vista energetico potrebbero essere realizzati in molibdenite. Nel 2011, un gruppo di scienziati del Laboratory of Nanoscale Electronics and Structures (LANES) EPFL (École polytechnique fédérale de Lausanne, Svizzera), hanno riportato un lavoro sulla rivista Nature Nanotechnology, nel quale illustrano i risultati di uno studio che mostra come questo materiale abbia notevoli vantaggi rispetto sia al tradizionale silicio sia rispetto al grafene, proponendo la molebdenite come una delle possibili sostitute in futuro. Finora non era mai stata valutata la possibilità di un suo utilizzo in campo elettronico e informatico. Uno dei vantaggi della molibdenite è di essere meno voluminosa (essendo possibile rappresentare la sua struttura come una serie di fogli impilati uno sull'altro, come il grafene) del silicio che è un materiale tridimensionale.
(Andras Kis, professore dell'EPFL, uno degli autori dello studio.)
Un semiconduttore con un gap deve essere utilizzato per "accendere" e "spegnere" un transistor, e il gap da 1,8 elettronvolt della molibdenite è l'ideale per questo scopo. L'esistenza di questo gap nella molibdenite fornisce anche un vantaggio sul grafene, che non mostra gap, che inoltre sono difficili da inserire artificialmente nel materiale.

## Località di ritrovamento
- In Europa: ad Altenberg e ad Ehrenfriedersdorf in Sassonia (Germania); a Cumberland (Inghilterra); a Krupka e ad Slavkov in Boemia; in Norvegia;[3]
  - In Italia: entro le druse dei granofiri di Cuasso al Monte (provincia di Varese); Bivongi in Calabria dove nel 1787 fu trovato un discreto giacimento, il primo in Italia; a Gonnosfanadiga (in località Perd' 'e Pibera) in Sardegna; in varie pegmatiti della Val Sissone e della Val Masino; meno comunemente nel Granito di Baveno; a Traversella anticamente si trovavano ammassi di laminette di molibdenite;[3]
- Nelle Americhe: in Ontario e nel Québec (Canada); in Colorado, nello stato di Washington (Stati Uniti);[3]
- Resto del Mondo: nella miniera di Hirase Honshu nel Giappone; in alcune miniere della Corea; in alcune zone del Nuovo Galles del Sud (Australia).[3]